# Frédéric von Anhalt
Frédéric Prinz von Anhalt, született Hans Robert Lichtenberg (Düsseldorf vagy Wallhausen, 1943. június 18. –) német üzletember, Gábor Zsazsa színésznő kilencedik férje, özvegye.

## Élete
Hans Robert Lichtenberg néven született a németországi Düsseldorf város közelében egy rendőr fiaként. Az 1960-as évek elején csak férfiak számára nyitva álló szaunák üzemeltetéséből gazdagodott meg az egykori Nyugat-Németországban. 1980-ban jó pénzért adoptáltatta magát az elszegényedett özvegy, Mária Auguszta anhalti hercegnővel (1898–1983), az utolsó német uralkodó, II. Vilmos német császár (1859–1941) hatodik fiának, az 1920-ban öngyilkosságot elkövetett Joakim porosz királyi herceg (1890–1920) egykori feleségével. A hercegi család többi tagja ugyanakkor sosem ismerte el őt valódi családtagnak, és a trónra sincsen joga.
1986. augusztus 14-én házasságot kötött a nála 27 évvel idősebb Gábor Zsazsa magyar színésznővel, akit 1958-ban Golden Globe-díjjal tüntettek ki, s akinek ez volt a kilencedik  és egyben a leghosszabb házassága, ami haláláig tartott (2016). 
2007-ben három fegyveres nő kirabolta és levetkőztette, majd a Rolls-Royce luxusautójához bilincselték nem messze Los Angeles-i otthonától. A támadást kisebb sebesülésekkel megúszta.
2022. augusztus 14-én éjjel a budapesti Duna-parton egy ötfős társaság támadta meg, bántalmazták és elvették egykori feleségétől kapott értékes karóráját.

## Gyermekei
Az állítólagos herceg és a színésznő az évek során három férfit adoptált. 2006 áprilisában az 1969-ben született Marcus Eberhardtot, akinek az örökbefogadás után Marcus Eberhard Edward Prinz von Anhalt lett a neve. Később még Oliver Bendiget (1967–) és a sebész Michael Killert (1967–) adoptálta, akiknek Prinz Oliver Leopold von Sachsen-Anhalt és Prinz Michael Maximilian von Anhalt lett a nemesi nevük. Mindhárom férfi több millió amerikai dollárt fizetett az adoptálásért.

## Viszonya Anna Nicole Smithszel
Anhalt 2007. február 9-én az AP hírügynökségen keresztül bejelentette, hogy évtizeden át tartó viszonya volt az egy nappal korábban elhunyt Anna Nicole Smithszel, a Playboy erotikus magazin egykori modell-színésznőjével és lehet, hogy ő Smith lányának, Dannielynn-nek az apja.

## 2010-es kaliforniai választások
2010. január 21-én a DPA német hírügynökségnek bejelentette, hogy indulni kíván a novemberi kaliforniai választásokon, ahol kormányzó akar lenni, akárcsak az Ausztriában született amerikai színész, Arnold Schwarzenegger, aki 2003–2011 között töltötte be ezt a posztot.
A férfi állítása szerint „kormányzó típus” és egy alkalommal Ronald Reagan, Kalifornia egykori kormányzója, majd az Amerikai Egyesült Államok elnöke is biztatta, hogy lépjen politikai pályára.
2010. január 25-én a kormányzójelölt a Los Angelesben található híres Sunset Boulevard leleplezte kampánynyitója részeként az életnagyságúnál jóval nagyobb „Frederic herceget kormányzónak!” feliratú óriásplakátját. A 66 éves hercegnek június végéig 10 ezer támogatói aláírást kell összegyűjtenie, hogy a jelöltlistára kerülhessen.
Szintén ezen a napon kezdte meg működését az arisztokrata honlapja és a férfinak már becenevet is adtak, ugyanis tisztelői gubernátor (latin szó, jelentése: kormányzó) helyett Gabornatorként emlegetik.